# Sveriges lagar

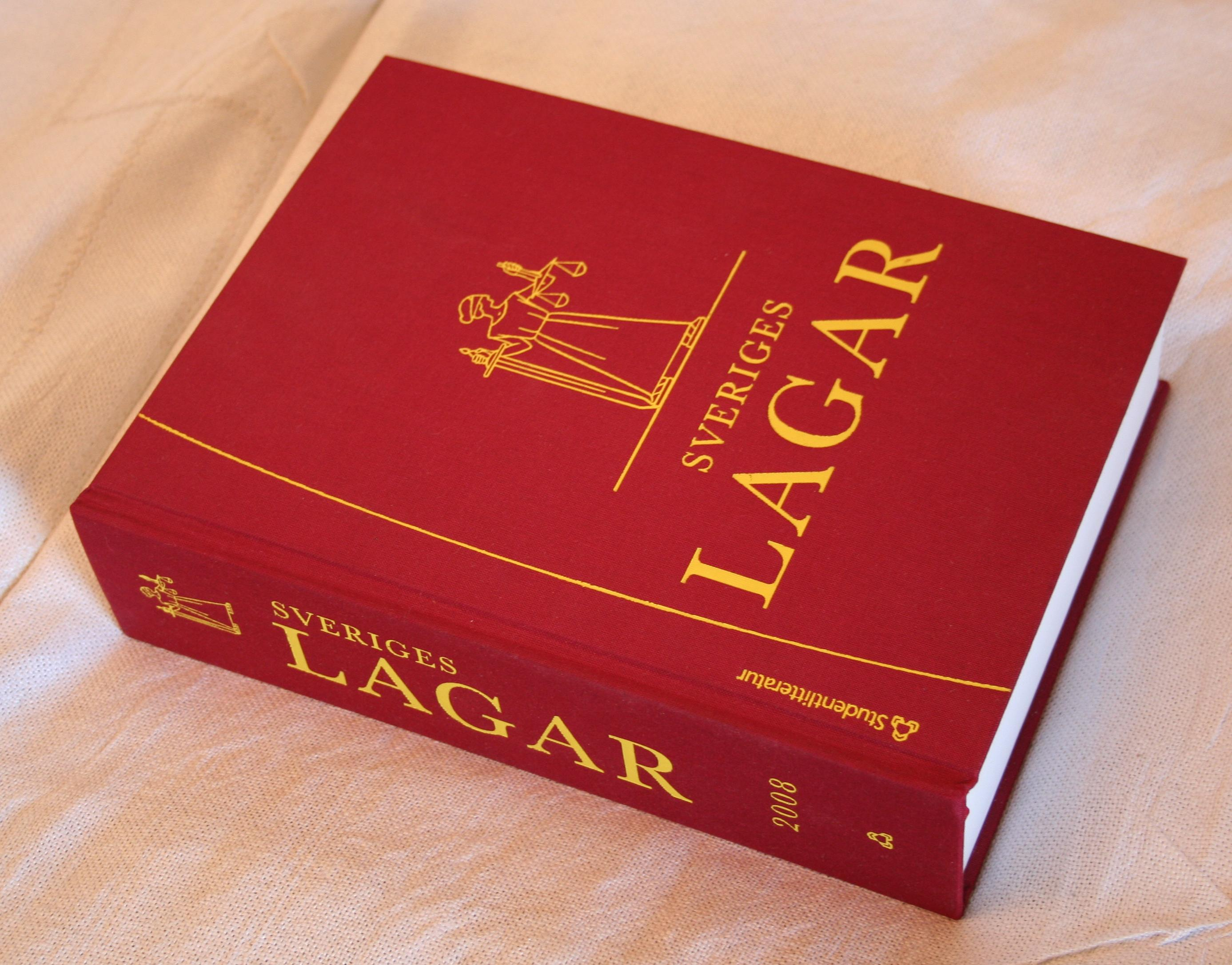
Sveriges lagar i 2008 års utgåva. Tidigare utgåvor saknar den gula lodräta linjen samt Studentlitteraturs namn och emblem.

Sveriges lagar var en svensk lagbok som utgavs 1997 till 2011. Mellan 1997 och 2007 gavs den ut av Karnov Group AB, och 2008 togs utgivningen över av Studentlitteratur AB medan Karnov Group AB fortsatte att tillhandahålla innehållet.
I Sveriges lagar gavs gällande svensk rätt en funktionell uppdelning, medan den ledande konkurrerande lagboken Sveriges rikes lag i stället anknyter till den uppställning som fanns i den ursprungliga utgåvan av 1734 års lag. Författningarna var i Sveriges lagar indelade i 29 ämnesområden (till exempel "Straffrätt", "Förmögenhetsrätt", "Arbetsrätt") och återgavs inom respektive ämnesområde i kronologisk ordning.